# Dagenham & Redbridge FC
A Dagenham & Redbridge Football Club egy angliai labdarúgóklub Kelet-London Barking and Dagenham kerületéből. A csapat a National League-ben, az angol bajnokság ötödik osztályban szerepel.

## Sikerek
- FA Trophy-döntős – 1997

## Fordítás
- Ez a szócikk részben vagy egészben  a   Dagenham & Redbridge F.C. című angol Wikipédia-szócikk fordításán alapul.  Az eredeti cikk szerkesztőit annak laptörténete sorolja fel. Ez a jelzés csupán a megfogalmazás eredetét és a szerzői jogokat jelzi, nem szolgál a cikkben szereplő információk forrásmegjelöléseként.